# Marcella Bella (album 1981)
(Rio de Janeiro)
Marcella Bella è un album del 1981 di Marcella Bella.

## Il disco
Il disco contiene Pensa per te, canzone con cui Marcella partecipò al Festival di Sanremo 1981. Il pezzo, scritto da Gianni Bella e da Giancarlo Bigazzi non soddisfò però la cantante, che lo indicò in seguito come tra i meno riusciti della sua carriera.
Qualitativamente migliore è la fortunata Canto straniero, che fu pubblicato come singolo estivo e che partecipò al Festivalbar.
I successi Baciami e Rio De Janeiro erano invece usciti nel 1980, rispettivamente come lato A e lato B del 45 giri estivo.
Così piccolo è una dedica di Marcella al suo primogenito Giacomo, all'epoca di appena un anno.
Da segnalare, inoltre, anche Malinconia, composta da Mario Lavezzi e interpretata da Marcella con particolare grinta.

## Tracce
1. Canto straniero (testo: Antonio Bella – musica: Dario Baldan Bembo)
2. Amami (testo: Luigi Albertelli – musica: Enrico Riccardi)
3. Rio de Janeiro (testo: Gianna Albini – musica: J. C. Calderon)
4. Oh Johnny (testo: Adelio Cogliati – musica: Dario Baldan Bembo)
5. Baciami (testo: Giancarlo Bigazzi – musica: Gianni Bella)
6. Malinconia (testo: Oscar Avogadro, Daniele Pace – musica: Mario Lavezzi)
7. Pensa per te (testo: Giancarlo Bigazzi – musica: Gianni Bella)
8. Una vampata di te (testo: Cristiano Malgioglio – musica: Mario Balducci)
9. Coriandoli (testo: Antonio Bella – musica: Rosario Bella)
10. Così Piccolo (testo: Adelio Cogliati – musica: Anthony Rutherford)

## Formazione
- Marcella Bella – voce
- Julius Farmer – basso
- Walter Calloni – batteria
- Mike Fraser – pianoforte
- Massimo Luca – chitarra
- Claudio Pascoli – sax